# Bibiana Fernández
Bibiana Manuela Fernández Chica anche nota come Bibi Andersen (Tangeri, 13 febbraio 1954) è un'attrice, cantante, ex modella personaggio televisivo spagnola.

## Biografia
Fernández è nata a Tangeri e ha trascorso la sua infanzia a Malaga. Nata con il nome maschile di Manuel, ha deciso di sottoporsi a un trattamento ormonale in età adulta; ha completato l'operazione di riaffermazione del sesso nel 1991 e ha cambiato ufficialmente il suo nome in Bibiana nel 1994. 
Dopo essersi esibita n vari spettacoli a Barcellona, fece il suo debutto cinematografico nel film Cambio de Sexo di Vicente Aranda nel 1977.
Grazie al suo ruolo nella pellicola è diventata una celebrità in Spagna, apparendo in diversi programmi televisivi e pubblicando diverse canzoni di successo come Call Me Lady Champagne e Sálvame. 
Negli anni '80 ha iniziato a lavorare con il regista Pedro Almodóvar ed è stata scelta per molti dei suoi film.  Ha alternato alla sua carriera da attrice apparizioni televisiva.

## Filmografia

### Cinema
- Cambio de Sexo - regia di Vicente Aranda (1977)
- La noche más hermosa - regia di Manuel Gutiérrez Aragón (1984)
- Matador - regia di Pedro Almodóvar (1986)
- La legge del desiderio (La ley del deseo) - regia di Pedro Almodóvar (1987)
- Tacchi a spillo (Tacones lejanos) - regia di Pedro Almodóvar (1991)
- Azione mutante (Acción mutante) - regia di Álex de la Iglesia (1993)
- Kika - Un corpo in prestito (Kika) - regia di Pedro Almodóvar (1993)

### Televisione
- Las chicas de hoy en día - serie TV (1 episodio) (1991)
- Los ladrones van a la oficina - serie TV (1 episodio) (1994)

## Discografia
- Bibi Andersen (album) (1980)
- Call Me Lady Champagne (singolo) (1980)
- Sálvame (singolo) (1980)
- Canto" (singolo) (1982)